# Verwaltungsgemeinschaft Weiherhammer
Die Verwaltungsgemeinschaft Weiherhammer liegt im Oberpfälzer Landkreis Neustadt an der Waldnaab und wird von folgenden Gemeinden gebildet:
1. Etzenricht, 1546 Einwohner, 13,58 km²
2. Kohlberg, Markt, 1200 Einwohner, 33,52 km²
3. Weiherhammer, 3869 Einwohner, 39,95 km²

Sitz der Verwaltungsgemeinschaft ist Weiherhammer.
Der Verwaltungsgemeinschaft gehörte von der Gründung am 1. Mai 1978 bis 31. Dezember 1979 auch die Marktgemeinde Mantel an.